# Carl Anton Schott

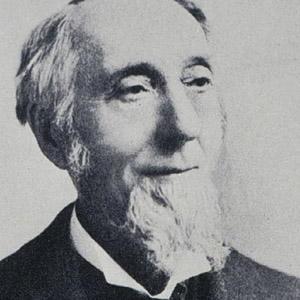
Carl Anton Schott

Carl Anton Schott (* 1. August 1826 in Mannheim; † 31. Juli 1901 in Washington, D.C.) war ein deutsch-amerikanischer Naturwissenschaftler.

## Leben
Carl Anton Schott schloss 1847 sein Ingenieurstudium an der Polytechnischen Schule in Karlsruhe ab. Im folgenden Jahr reiste er in die USA und arbeitete für die dortige Landesvermessungsbehörde. Im Jahre 1853 bekam Schott die amerikanische Staatsbürgerschaft. Bereits 1856 wurde er zum Assistenten befördert. Schott war Teil der staatlichen Delegation, die August 1869 die Sonnenfinsternis in Springfield (Illinois), und Dezember 1870 die Sonnenfinsternis in Cantana (Sizilien) beobachtete.
1898 war Schott Abgeordneter der Internationalen Konferenz für Erdmagnetismus in Bristol (England). Er war Mitglied zahlreicher Gelehrtengesellschaften, unter anderem der National Academy of Sciences, der Washington Academy of Sciences, und der American Association for the Advancement of Science. Er war Autor wissenschaftlicher Veröffentlichungen in den Bereichen Hydrographie, Geodäsie, Gezeiten, Meteorologie, und Geophysik für das Smithsonian Institute. Die Académie française ehrte Schott mit ihrer höchsten Auszeichnung – eine Medaille für seine Forschung im Bereich des Erdmagnetismus.